# Trochocyathus laboreli
Trochocyathus laboreli är en korallart som beskrevs av Stephen D. Cairns 2000. Trochocyathus laboreli ingår i släktet Trochocyathus och familjen Caryophylliidae. Inga underarter finns listade i Catalogue of Life.